# Cienfuegosia heteroclada
Cienfuegosia heteroclada är en malvaväxtart som beskrevs av Thomas Archibald Sprague. Cienfuegosia heteroclada ingår i släktet Cienfuegosia och familjen malvaväxter. Inga underarter finns listade i Catalogue of Life.